# Saving Mr. Banks
Saving Mr. Banks è un film del 2013 diretto da John Lee Hancock, con protagonisti Emma Thompson nei panni di Pamela Lyndon Travers e Tom Hanks nei panni di Walt Disney.
Pur prendendosi diverse libertà circa la verità degli eventi, si ispira alla reale vicenda di come Walt Disney ottenne i diritti del romanzo Mary Poppins della scrittrice australiana Pamela Lyndon Travers, dopo venti anni di continue e pressanti richieste.

## Trama
Nel 1961, l'autrice Pamela "P. L." Travers viaggia a malincuore dalla sua casa a Londra a Los Angeles per lavorare con Walt Disney su sollecitazione del suo agente, Diarmuid Russell. Disney ha perseguito l'ottenimento dei diritti cinematografici per le sue storie di Mary Poppins per vent'anni, avendo promesso alle proprie figlie che avrebbe prodotto un film basato su di esse. Travers ha fermamente resistito agli sforzi della Disney perché temeva come avrebbe trasformato il suo personaggio. Tuttavia, non avendo scritto libri per qualche tempo, la scrittrice si trova in difficoltà economiche tali da rischiar di perdere la casa. Eppure, è restia, tanto che Russell deve ricordarle che la Disney ha accettato due importanti clausole — nessuna animazione e l'approvazione 'a priori' della sceneggiatura — prima che lei accetti di andare.
L'infanzia difficile della Travers ad Allora, in Queensland, Australia, è rappresentata attraverso i flashback ed è l'ispirazione per gran parte dei suoi romanzi. Ella ha sempre idolatrato il proprio amorevole e fantasioso padre, Travers Robert Goff, ma l'alcolismo cronico del papà gli aveva provocato ripetuti licenziamenti, aveva teso il matrimonio dei suoi genitori e causato il tentato suicidio della madre, in difficoltà. Goff era morto giovane, a causa della tubercolosi, quando Pamela aveva appena sette anni. Prima della sua morte, la sorella di sua madre, donna notevolmente ferma ma pratica, era venuta a vivere con la famiglia e in seguito era stata l'ispirazione principale per il personaggio di Mary Poppins.
A Los Angeles, Travers è irritata da ciò che percepisce come l'irrealtà della città e la gentilezza invadente degli abitanti, personificata dal suo autista di limousine, Ralph. Nei Walt Disney Studios di Burbank, Travers incontra il team creativo che sta sviluppando la sceneggiatura: lo sceneggiatore Don DaGradi e i compositori musicali Richard e Robert Sherman.
Il rapporto lavorativo della Travers con Disney e la sua squadra è difficile fin dall'inizio, a causa della sua insistenza sul fatto che Mary Poppins sia nemica del sentimento e della fantasia. Disney e il suo team sono sconcertati dal disprezzo di Travers per la fantasia, data la natura della storia di Mary Poppins, così come la ricca immaginazione della scrittrice. In particolare, ella si oppone a come viene raffigurato il personaggio di George Banks (padre dei bambini, ma nei loro confronti lontano ed estraneo, e datore di lavoro di Mary Poppins) e insiste nel ribadire che egli non è né freddo né crudele. Gradualmente, alla Disney capiscono quanto siano profondamente personali le storie di Mary Poppins e quanto i personaggi siano stati ispirati dal passato dell'autrice.
Il team si rende progressivamente conto che le critiche di Travers sono valide e apporta cambiamenti, sebbene la scrittrice si riveli sempre più disimpegnata a causa del riemergere di ricordi infantili dolorosi. Cercando di capire che cosa la turba, Disney invita la Travers a Disneyland, il che, insieme alla sua amicizia con Ralph, le revisioni del team creativo al personaggio di George Banks, l'aggiunta di una nuova canzone (L'aquilone) e un finale diverso, aiuta a dissolvere le opposizioni di Pamela. La sua creatività si risveglia e inizia a lavorare con la squadra; tuttavia, quando scopre che Disney ha programmato una sequenza interamente animata a mano, ha un confronto duro con Walt sulla promessa non mantenuta e torna a casa.
Disney apprende che P. L. Travers è in realtà lo pseudonimo della scrittrice, ripreso dal nome del padre: il suo vero nome è Helen Goff e in realtà è australiana, non inglese. Questo dà a Disney una nuova visione della scrittrice, ed egli la segue a Londra. Arrivando inaspettatamente alla sua porta, Disney le confida che anche lui ha avuto un'infanzia tutt'altro che facile e di aver capito l'importanza del personaggio di Mary Poppins nella sua vita: la governante non giunge in casa Banks per aiutare i bambini ma per salvare il padre, l'intera storia rappresenta la speranza mai avverata della Travers. Disney la esorta a non lasciare che le delusioni del passato, pur radicate nel profondo, dettino il presente; così la donna cede, concedendo a Disney i diritti cinematografici.
Tre anni dopo, nel 1964, Mary Poppins tiene la sua prima mondiale al Grauman's Chinese Theatre a Hollywood. La Disney non ha invitato la Travers, temendo come potrebbe reagire con la stampa. Esortata da Russell, la Travers si presenta senza preavviso all'ufficio di Disney, che a malincuore le porge un invito. Inizialmente, la scrittrice osserva Mary Poppins senza entusiasmo, in particolare durante le sequenze animate. Si avvicina gradualmente al resto del film, tuttavia, profondamente commossa dalla raffigurazione della crisi personale e della redenzione di George Banks.

## Produzione
Le riprese del film sono state effettuate tra settembre e novembre 2012 e si sono svolte nello stato della California, tra le città di Los Angeles, Anaheim, Ontario e Burbank.

## Distribuzione
Il primo trailer in lingua originale del film esce online l'11 luglio 2013, mentre il trailer italiano è stato diffuso online il 18 ottobre 2013.
La pellicola è stata distribuita nelle sale cinematografiche statunitensi a partire dal 13 dicembre 2013 mentre in quelle italiane dal 20 febbraio 2014. Il film viene vietato ai minori di 13 anni negli Stati Uniti per la presenza di alcune immagini inquietanti.

### Edizione italiana
La direzione del doppiaggio ed i dialoghi italiani sono a cura di Maura Vespini, per conto della Technicolor.

## Accoglienza

### Critica
Sull'aggregatore Rotten Tomatoes il film riceve il 79% delle recensioni professionali positive con un voto medio di 7 su 10 basato su 260 critiche, mentre su Metacritic ottiene un punteggio di 65 su 100 basato su 46 critiche.
Hilary Lewis dell'Hollywood Reporter ha elogiato la recitazione di Emma Thompson, Tom Hanks e Colin Farrell; Geoffrey Macnab del The Independent ha dichiarato circa il film: "Da un lato, Saving Mr. Banks è uno studio approfondito e perspicace del personaggio con una risacca molto oscura. Dall'altro, è un esercizio di marketing allegro e ottimista in cui l'organizzazione Disney sta promuovendo uno dei suoi personaggi cinematografici più popolari".

## Riconoscimenti
- 2014 - Premio Oscar
  - Candidatura per la miglior colonna sonora a Thomas Newman
- 2014 - Golden Globe[10]
  - Candidatura per la migliore attrice in un film drammatico a Emma Thompson
- 2014 - Premio BAFTA[11]
  - Candidatura per il miglior film inglese
  - Candidatura per il miglior debutto di un regista, sceneggiatore o produttore britannico a Kelly Marcel (sceneggiatore)
  - Candidatura per la migliore attrice protagonista ad Emma Thompson
  - Candidatura per la migliore colonna sonora a Thomas Newman
  - Candidatura per i migliori costumi a Daniel Orlandi
- 2013 - National Board of Review of Motion Pictures[12]
  - Migliori dieci film dell'anno
- 2014 - Satellite Award
  - Candidatura per il miglior film
  - Candidatura per la migliore attrice a Emma Thompson
  - Candidatura per il miglior attore non protagonista a Tom Hanks
  - Candidatura per la migliore sceneggiatura originale a Kelly Marcel e Sue Smith
  - Candidatura per i migliori costumi a Daniel Orlandi
  - Candidatura per la migliore scenografia a Lauren E. Polizzi e Michael Corenblith
- 2014 - Saturn Award[13]
  - Migliore attrice a Emma Thompson
- 2014 - Empire Awards
  - Candidatura per la Migliore attrice a Emma Thompson
- 2014 - Critics' Choice Movie Award
  - Candidatura per il Miglior film
  - Candidatura per la Migliore attrice a Emma Thompson
  - Candidatura per i migliori costumi a Daniel Orlandi
  - Candidatura per la miglior colonna sonora a Thomas Newman
- 2014 - Screen Actors Guild Award[14]
  - Candidatura per la migliore attrice a Emma Thompson
- 2013 - St. Louis Film Critics Association Awards
  - Candidatura per la migliore attrice a Emma Thompson
  - Candidatura per la miglior sceneggiatura originale a Kelly Marcel e Sue Smith
  - Candidatura per le migliori musiche a Thomas Newman
- 2014 - ACE Eddie Awards[15]
  - Candidatura per il miglior montaggio per un film drammatico a Mark Livolsi
- 2014 - Costume Designers Guild Awards
  - Candidatura per i migliori costumi per un film in costume
- 2014 - Art Directors Guild Awards
  - Candidatura per la migliore scenografia per un film ambientato nel passato a Michael Corenblith

## Inesattezze storiche
Saving Mr. Banks raffigura diversi eventi che differiscono dalla realtà storica.
- Walt Disney era già proprietario dei diritti quando la Travers giunse a Los Angeles per discutere della sceneggiatura del film.[16][17][18]
- Il personaggio di Ralph, l'autista personale della Travers durante il suo soggiorno a Los Angeles, è un personaggio inventato, rappresentazione unica dei vari autisti che scortarono la scrittrice nei vari luoghi della città.[19][20]
- Walt Disney lasciò che fossero i fratelli Sherman a lavorare con la Travers dal momento che aveva già l'approvazione per il film.[20]
- La Travers non viveva da sola, aveva infatti adottato un bambino, Camillus.[16]